# Kriosz
Kriosz titán a görög mitológiában, Uranosz és Gaia fia, felesége Eurübia. Hatalmát megdöntötték a Titánok Birodalmában.
Bevonták a tíz évig tartó háborúba, ami az olimposzi istenek és a titánok között zajlott. Miután Zeusz (az olimposziak vezére) elment Gaiához segítséget kérni, szólt Küklopsznak és a százkarúaknak. Az ő segítségükkel az istenek nyerték meg a háborút. Kriosz a Hadész legmélyére, a Tartaroszba jutott.

## Kriosz a filmekben
Kriosz annak a három titánnak az egyike, akivel Xena találkozik a Xena: A harcos hercegnő című filmsorozat 1. évadjának 7. részében, a Titánok című részben.